# Morava (distrikt)
Morava (bulgariska: Морава) är ett distrikt i Bulgarien.   Det ligger i kommunen Obsjtina Svisjtov och regionen Veliko Tărnovo, i den centrala delen av landet, 170 km nordost om huvudstaden Sofia.